# Dawny kościół św. Andrzeja we Wrocławiu
Kościół św. Andrzeja Apostoła − katolicka świątynia położona przy obecnej ul. Jeleniogórskiej we Wrocławiu (osiedle Stabłowice), zniszczona w 1945 r.

## Historia
Katolicką parafię św. Andrzeja Apostoła w podwrocławskiej wówczas wsi Stabłowice erygowano w połowie XIV wieku i z tego okresu pochodziła pierwotna, drewniana świątynia. W 1530 r. stała się miejscem modlitw wspólnoty protestanckiej do 1653 r. W wyniku tzw. krwawej łaźni w Stabłowicach w 1653 r., która odbiła się głośnym echem na całym Śląsku, kościół trafił z powrotem w ręce katolików.
Pierwotna świątynia uległa zniszczeniu w 1586 r., lecz odbudowano ją jeszcze w tym samym roku dzięki rodzinie Gruttschreiberów mających dobra w Stabłowicach. Nowy obiekt sakralny miał konstrukcję szkieletową, w 1727 r. naprzeciw prezbiterium dobudowano wieżę wkomponowaną w szczyt dachu oraz kruchtę. Świątynia posiadała nawę główną, prezbiterium, dobudowaną zakrystię, kruchtę oraz belkowe sklepienie. Wewnątrz znajdował się m.in. drewniany ołtarz z XVII w., nagrobki fundatorów, zabytkowa chrzcielnica oraz tryptyk, który obecnie przechowywany jest w kościele NMP na Piasku we Wrocławiu. Prawdopodobnie po odzyskaniu świątyni przez katolików do 1945 r. była ona kościołem filialnym parafii św. Jadwigi Śląskiej w Leśnicy. W 1924 r. kościół św. Andrzeja Apostoła został odnowiony. Przetrwał okres walk w tej części Wrocławia w lutym 1945 r. lecz uległ zniszczeniu kilka miesięcy później.